# Fahrzeug- und Technikmuseum Neuendorf
Das Fahrzeug- und Technikmuseum Neuendorf ist ein Fahrzeugmuseum in Bayern.

## Geschichte
Karl Zimmermann sammelt und restauriert seit 1968 alte Fahrzeuge. Als die Sammlung immer größer wurde, machte er daraus ein Museum in Neuendorf-Nantenbach. Anfangs standen 200 Quadratmeter Fläche zur Verfügung. 1988 wurde eine größere Halle bezogen. Seitdem beträgt die Ausstellungsfläche 800 Quadratmeter. Das Museum ist im Sommer an Sonntagen geöffnet.

## Ausstellungsgegenstände
Ausgestellt sind etwa 50 Motorräder, 20 Fahrräder, 6 Autos, 10 Motoren und 6 Flugmotoren. Darunter befinden sich 20 Rennmotorräder, eine Megola und eine Flottweg, sowie ein Porsche 356 und eine BMW Isetta. Besonderheit ist eine Dampfmaschine von MAN von 1912.
Das Museum nennt außerdem Norton Manx, MZ RE 125, Adler Sprinter, NSU von 1903 und Imme R 100; Goggomobil als Coupé, Porsche 356 C, Formel V von Fuchs und Austin-Healey 100;; Rennboote; MAN-Dampfmaschine von 1912; Fotoapparate und Musikinstrumente sowie Verschiedenes wie ein Goggomobil als Scheunenfund, Leichtflugzeug und eine Werkstatteinrichtung aus den 1920er Jahren.